# Lågøya
Lågøya is een eiland in de Noorse archipel Spitsbergen. Het ligt ten noordwesten van Nordaustlandet en is zelden bezocht. Het eiland heeft een oppervlakte van ongeveer 103,5 km². Het vormt een onderdeel van het Natuurreservaat Noordoost-Spitsbergen.